# دوماتووو
دوماتووو (به لهستانی:  Domatowo) یک روستا در لهستان است که در گمینا پوتسک واقع شده‌است. دوماتووو ۷۰۰ نفر جمعیت دارد.